# شجرة فيثاغورس
شجرة فيثاغورس هي شجرة كسيرية مكونة من عدة مربعات. سميت الشجرة تيمناً بالعالم فيثاغورس لأن كل ثلاثة مربعات متماسة تكون مثلث قائم الزاوية والذي هو شكل يستخدم عادة في إثبات مبرهنة فيثاغورس.
|  |

فإذا كان المربع الأول الكبير قياسه 1×1 فإن شجرة فيثاغورس تلائم مستطيلاً قياسه 6×4.

## إنشاء الشجرة
إن إنشاء شجرة فيثاغورس يبدأ بمربع. أعلاه مربعان آخران، كلاً منهما ينقص طوله بكسر خطي مقداره {\displaystyle {\frac {1}{2}}{\sqrt {2}}}، وذلك التطبيق يكرر مراراً وتكراراً إلي أصغر مربع (ملا نهاية). الرسم التالي يوضح أول 4 تكرارات مسلسلة في بناء شجرة فيثاغورس.
| حجر أساس الشجرة، ترتيب 0 | ترتيب 1 | ترتيب 2 | ترتيب 3 |
| مسلسل صفر                | مسلسل 1 | مسلسل 2 | مسلسل 3 |

## مساحة
إن n تكرار سيضيف 2n مربع لها المساحة (½√2)n من أجل مساحة كلية تساوي الواحد 1. وعليه فإن مساحة الشجرة سوف تنمو في حدود اللانهاية n→∞. لكن في الواقع فإن مساحة المربعات سوف تتراكب بعد التكرار الخامس، وبالتالي تكون مساحة الشجرة نهائية وتكون المساحة العظمى مساوية لمساحة 6×4 مربعات.
من الممكن ببساطة برهان أن مساحة شجرة فيثاغورس A يكون في المجال 5 < A < 18

## وصلات خارجية
- معرض صور يحتوي علي العديد من أشجار فيثاغورس.
- إيريك ويستاين، شجرة فيثاغورس، ماثوورلد Mathworld (باللغة الإنكليزية).